# Куп европских шампиона 1973/74.
Куп европских шампиона 1973/74. је било 19. издање Купа шампиона, најјачег европског клупског фудбалског такмичења. 
По први пут је финале Купа шампиона поновљено пошто је прва утакмица одиграна 15. маја 1974. између Бајерн Минхена и Атлетико Мадрида на стадиону Хејсел у Бриселу завршена 1:1 након продужетака, са тим што су оба гола постигнута у продужецима. У поновљеној утакмици која је одиграна два дана касније Бајерн је победио са убедљивих 4:0 и тако освојио свој први трофеј Купа шампиона, а то је такође била прва титула првака Европе једног тима иза Западне Немачке и из једне средњоевропске земље.

## Прво коло
| Тим #1                    | рез.           | Тим #2          | прва утакмица | друга утакмица |
| ------------------------- | -------------- | --------------- | ------------- | -------------- |
| Викинг                    | 1:3            | Спартак Трнава  | 1:2           | 0:1            |
| Зарја Ворошиловград       | 3:0            | АПОЕЛ           | 2:0           | 1:0            |
| Бенфика                   | 2:0            | Олимпијакос     | 1:0           | 1:0            |
| Вотерфорд јунајтед        | 2:6            | Ујпешт Дожа     | 2:3           | 0:3            |
| Бајерн Минхен             | 4:4 (4:3 пен.) | Отвидаберг      | 3:1           | 1:3            |
| Динамо Дрезден            | 4:3            | Јувентус        | 2:0           | 2:3            |
| ЦСКА Септембарска застава | 4:0            | Вакер Инзбрук   | 3:0           | 1:0            |
| Клуб Бриж                 | 10:0           | Флоријана       | 8:0           | 2:0            |
| Базел                     | 11:2           | Фрам            | 5:0           | 6:2            |
| ТПС                       | 1:9            | Селтик          | 1:6           | 0:3            |
| Вејле                     | 3:2            | Нант            | 2:2           | 1:0            |
| Црвена звезда             | 3:1            | Стал Мјелец     | 2:1           | 1:0            |
| Женес Еш                  | 1:3            | Ливерпул        | 1:1           | 0:2            |
| Крусејдерс                | 0:12           | Динамо Букурешт | 0:1           | 0:11           |
| Атлетико Мадрид           | 1:0            | Галатасарај     | 0:0           | 1:0            |

Напомена: Ајакс се као бранилац титуле директно пласирао у осмину финала.

## Осмина финала
| Тим #1          | рез. | Тим #2                    | прва утакмица | друга утакмица |
| --------------- | ---- | ------------------------- | ------------- | -------------- |
| Спартак Трнава  | 1:0  | Зарја Ворошиловград       | 0:0           | 1:0            |
| Бенфика         | 1:3  | Ујпешт Дожа               | 1:1           | 0:2            |
| Бајерн Минхен   | 7:6  | Динамо Дрезден            | 4:3           | 3:3            |
| Ајакс           | 1:2  | ЦСКА Септембарска застава | 1:0           | 0:2            |
| Клуб Бриж       | 6:7  | Базел                     | 2:1           | 4:6            |
| Селтик          | 1:0  | Вејле                     | 0:0           | 1:0            |
| Црвена звезда   | 4:2  | Ливерпул                  | 2:1           | 2:1            |
| Динамо Букурешт | 2:4  | Атлетико Мадрид           | 0:2           | 2:2            |

## Четвртфинале
| Тим #1         | рез.           | Тим #2                    | прва утакмица | друга утакмица |
| -------------- | -------------- | ------------------------- | ------------- | -------------- |
| Спартак Трнава | 2:2 (3:4 пен.) | Ујпешт Дожа               | 1:1           | 1:1            |
| Бајерн Минхен  | 5:3            | ЦСКА Септембарска застава | 4:1           | 1:2            |
| Базел          | 5:6            | Селтик                    | 3:2           | 2:4            |
| Црвена звезда  | 0:2            | Атлетико Мадрид           | 0:2           | 0:0            |

## Полуфинале
| Тим #1      | рез. | Тим #2          | прва утакмица | друга утакмица |
| ----------- | ---- | --------------- | ------------- | -------------- |
| Ујпешт Дожа | 1:4  | Бајерн Минхен   | 1:1           | 0:3            |
| Селтик      | 0:2  | Атлетико Мадрид | 0:0           | 0:2            |

## Финале
| Бајерн Минхен   | 1 – 1 | Атлетико Мадрид |
| --------------- | ----- | --------------- |
| Шварценбек 119’ |       | Арагонес 114’   |

### Поновљена утакмица
| Бајерн Минхен                 | 4 – 0 | Атлетико Мадрид |
| ----------------------------- | ----- | --------------- |
| Хенес 28, 83’ · Милер 58, 71’ |       |                 |

| Победник Лиге шампиона 1973/74. |
| ------------------------------- |
| ФК Бајерн Минхен 1. титула      |

## Најбољи стрелци
| Поз. | Играч                 | Клуб                       | Голова |
| ---- | --------------------- | -------------------------- | ------ |
| 1    | Герд Милер            | Бајерн Минхен              | 8      |
| 2    | Раул Ламберт          | Клуб Бриж                  | 6      |
| 2    | Кони Торстенсон       | Отвидаберг / Бајерн Минхен | 6      |
| 4    | Дуду Ђеорђеску        | Динамо Букурешт            | 5      |
| 4    | Отмар Хицфелд         | Базел                      | 5      |
| 4    | Ули Хенес             | Бајерн Минхен              | 5      |
| 7    | Валтер Балмер         | Базел                      | 4      |
| 7    | Пјер Карте            | Клуб Бриж                  | 4      |
| 7    | Раду Нунвеилер        | Динамо Букурешт            | 4      |
| 10   | Томи Калаган          | Селтик                     | 3      |
| 10   | Џон Динс              | Селтик                     | 3      |
| 10   | Ласло Фазекаш         | Ујпешт Дожа                | 3      |
| 10   | Џими Џонстон          | Селтик                     | 3      |
| 10   | Димитар Марашлиев     | ЦСКА Софија                | 3      |
| 10   | Станислав Мартинкович | Спартак Трнава             | 3      |